# サラ・タヴァレス
サラ・アレシャンドラ・リマ・タヴァレス  （Sara Alexandra Lima Tavares , 1978年2月1日 - 2023年11月19日）は、ポルトガルの歌手、作曲家、ギタリスト、パーカッショニスト。

## 来歴
本人はカーボベルデ系だが、ポルトガルのリスボンで生まれ育つ。アフリカ、ポルトガル、北アメリカの影響を受けたワールドミュージックを作曲する。作曲にはポルトガル語やカーボベルデ・クレオール語等を用いる。作詞においてはポルトガル語を主要言語とはするが、その多言語な歌のレパートリーの中では、同一曲中にポルトガル語やカーボベルデ・クレオール語、更には英語が同時に用いられることさえ稀ではない (例として"One Love")。
タヴァレスは1993年/1994年のエンデモル・ソング・コンテストChuva de Estrelas（ホイットニー・ヒューストンの"One Moment in Time"を演奏した）の決勝戦を勝ち抜き、これで弾みがついたサラは1994年のポルトガル・テレビ・ソング・コンテスト決勝戦で勝利を収め、その結果ユーロビジョン・ソング・コンテスト1994に出場し、"Chamar a Música"で8位に達した。
彼女はまたディズニー映画"The Hunchback of Notre Dame,"(邦題：ノートルダムの鐘)中のヨーロッパ＝ポルトガル語バージョンの "God Help the Outcasts"の歌唱でも知られ、この曲は最優秀外国語翻訳ディズニー賞を獲得した。
2023年11月19日に死去。45歳没。

## ディスコグラフィー
- 1994 Chamar a Música
- 1996 Sara Tavares & Shout (EP)
- 1999 Mi Ma Bô
- 2006 Balancê
- 2008 Alive! in Lisboa
- 2009 Xinti